# Осада Бельфора
Осада Бельфора была одной из самых продолжительных осад во время Франко-прусской войны (107 дней).
После падения Страсбурга (23 сентября 1870 года) прусский командующий Август фон Вердер решил направить войска союзников Пруссии южнее к городу Бельфор. Узнав о приближении германской армии, Пьер Данфер-Рошро (командир гарнизона Бельфора) приказал возводить укрепления вокруг города. 3 ноября 1870 года силы Вердера осадили город . Французы оказали упорное сопротивление, из-за чего не удалось полностью осадить город.
Армия французского генерала Бурбаки решила освободить город. 15 января 1871 года войска Бурбаки напали на германскую армию под Бельфором. После трёхдневного сражения его армия отступила и была разоружена в Швейцарии. 27 января германский генерал фон Тресков предпринял штурм города, но все его атаки были отбиты. Пришлось снова продолжить осаду города.
15 февраля 1871 года было подписано перемирие между Францией и Германией. Адольф Тьер, председатель правительства национальной обороны, направил срочное сообщение Данферу-Рошро, приказывая ему немедленно сдать крепость. 18 февраля гарнизон Бельфора маршем вышел из города. Оставшиеся французские солдаты сдались в плен.
В честь героических защитников города перед цитаделью был установлен грандиозный памятник — «Бельфорский лев» работы Бартольди.